# Ариле
 Тази статия е за града в Сърбия.  За общината вижте Ариле (община).  
Ариле (на сръбски: Ариље, [ǎriːʎɛ]) е град в западна Сърбия, административен център на община Ариле в Златиборски окръг. Населението му е около 6763 души (2011).
Разположено е на 350 метра надморска височина на река Голийска Моравица, на 25 километра югоизточно от Ужице и на 45 километра западно от Кралево. Селището е известно от втората половина на X век, а през 1219 година местният манастир „Свети Ахил“ става седалище на епископска епархия.